# Bridge School
Die Bridge School ist eine von Pegi Young (der damaligen Gattin Neil Youngs), Jim Foreder und Marilyn Buzolich gegründete Institution zur Sozialisierung von sprach- und körperlich behinderten Kindern und Jugendlichen in Kalifornien, Vereinigte Staaten. Bekannt ist sie vor allen Dingen für das dort jährlich stattfindende Bridge School Benefiz-Konzert, das u. a. Größen wie Bruce Springsteen, Elton John, Pearl Jam, John Fogerty, David Bowie, Thom Yorke, Trent Reznor, Metallica, Green Day  und die Dave Matthews Band empfangen durfte. Im Jahr 2000 traten die Foo Fighters bei der Benefizveranstaltung auf. Die Non-Profit-Organisation dahinter wurde von dem Ehepaar Pegi und Neil Young gegründet, da deren gemeinsamer Sohn Ben an Cerebralparese leidet. Das Benefizkonzert fand stets im Shoreline Amphitheatre in Mountain View, Kalifornien statt.
Im Jahr 2017 teilte Neil Young gegenüber dem Musikmagazin Rolling Stone mit: „Obwohl ich mich weiter um das Sammeln von Spenden bemühen werde, werde ich von diesem Jahr an das Bridge School Concert aus persönlichen Gründen nicht mehr ausrichten.“ Neil und Pegi Young sind seit 2014 getrennt.